# Salmonella enterica
Espèce
Salmonella enterica est une espèce de bacilles Gram négatifs de la famille des Enterobacteriaceae. C'est l'espèce type du genre Salmonella.
L'espèce comprend la sous-espèce Salmonella enterica subsp. enterica à laquelle appartiennent de nombreux sérovars pathogènes.